# Benjamin Champney
Benjamin Champney (New Ipswich, 20 novembre 1817 – Woburn, 11 dicembre 1907) è stato un pittore e litografo statunitense.
Pittore paesaggista, si dedicò in prevalenza ai paesaggi di montagna.

## Biografia
Benjamin Champney nacque nel New Hampshire. Nel 1838 iniziò il suo apprendistato in veste di litografo, sotto la guida del celebre pittore di marine Fitz Henry Lane, nella sede della Litografia Pendelton's di Boston.
Nello stesso anno si recò per la prima volta a Conway e nei dintorni, dove avrebbe passato gran parte della sua vita e avrebbe tratto numerose ispirazioni per i suoi quadri.
Nel 1841 si trasferì per cinque anni in Francia per studiare pittura. Tornò poi ancora in Europa per dipingere una vista panoramica del fiume Reno. Nel 1848, rientrato a Boston, espose il suo quadro. L'opera venne poi esibita nel Worcester, nel Massachusetts, a New Haven, nel Connecticut e a New York ma proprio a New York venne distrutta da un incendio nel 1857.
Tornò poi (1850) nelle White Mountains con l'amico John Frederick Kensett. Il loro entusiasmo e i loro dipinti richiamarono nella zona di Conway molti artisti di Boston e di New York e, quando Champney si  sposò, comprò persino una casa fra Conway e North Conway, nella quale trascorse le sue estati per più di 50 anni.
Il suo studio divenne sempre più un centro di ritrovo e di cultura e accolse moltissima gente che veniva dalle più diverse contrade.
Il 1854 lo vede ancora in viaggio per l'Europa. Sarà la sua ultima visita nel vecchio continente. Visitò la Germania e la Svizzera sempre dipingendo a fianco di Kensett. L'anno seguente fu tra i fondatori del Boston Art Club e nel 1856 ne diventò presidente. Nel frattempo esponeva regolarmente i suoi lavori al Boston Athenaeum.
Alla fine del secolo, nel 1900, decise di pubblicare la sua autobiografia Sixty Years' Memories of Art and Artists.
Champney morì novantenne nel 1907 a Woburn, nel Massachusetts.
Oggi i suoi quadri si possono ammirare in particolare presso la "New Hampshire Historical Society" a Concord nel New Hampshire e al "Currier Museum of Art" di Manchester (New Hampshire).

## Galleria d'immagini

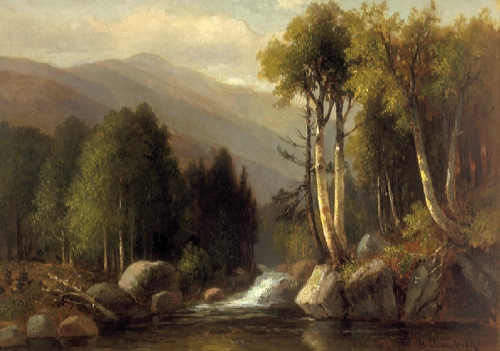
Il Monte Washington
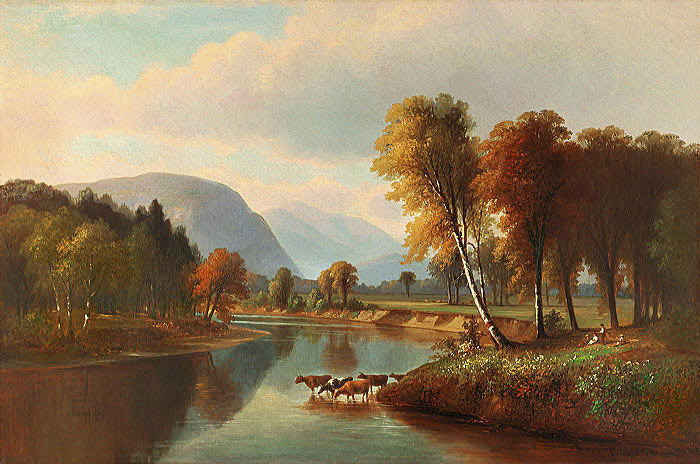
Il fiume Saco
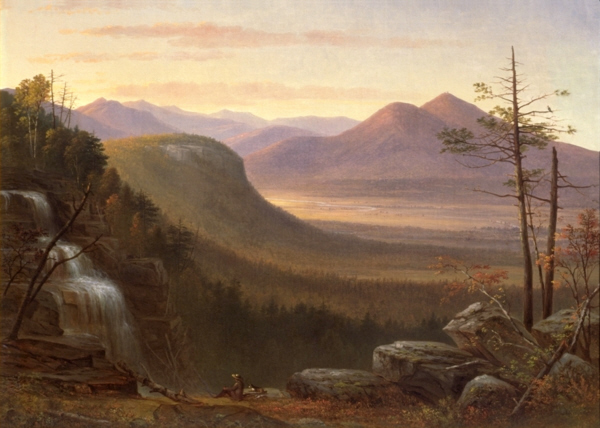
Le cascate Thompson e la valle del Saco

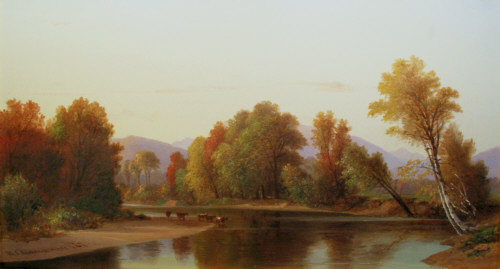
Sul fiume Saco
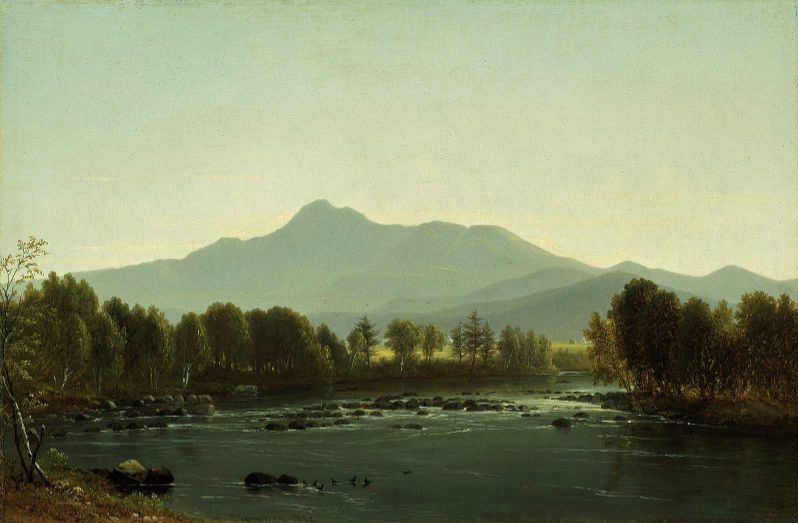
Il Monte Chocorua
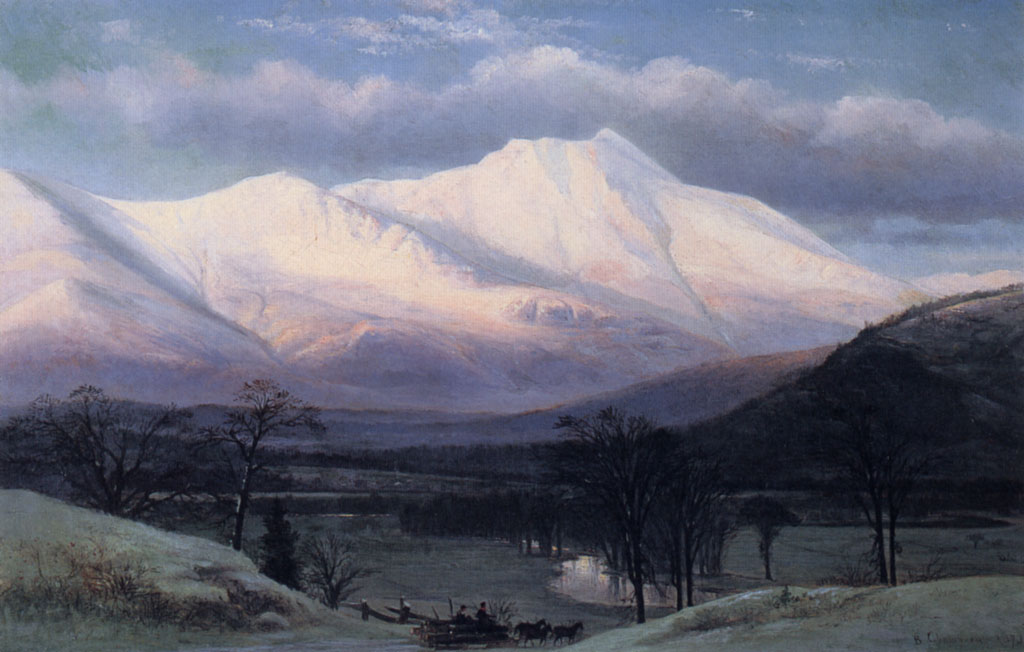
La North Moat Mountain